# Peristylus kerrii
Peristylus kerrii är en orkidéart som beskrevs av Gunnar Seidenfaden. Peristylus kerrii ingår i släktet Peristylus och familjen orkidéer.
Artens utbredningsområde är Thailand. Inga underarter finns listade i Catalogue of Life.